# Valentin Sellier
Valentin Marie Alexandre Sellier né le 2 février 1872 à Toulon, et mort dans le New Jersey en septembre 1932, est un peintre français.

## Biographie
Valentin Marie Alexandre Sellier est le fils d'André Pierre Denis Sellier, négociant, et de Laurence Léonore Estienne.
Fils ainé de 7 enfants, il étudie la peinture à Paris où il est élève de Bouguereau et de Ferrier.
Il obtient en 1897, le second grand prix de Rome.
En 1902, il épouse Maria Julia Robin, puis émigre aux États-Unis.
En 1930, il demeure à Wood-Ridge, dans le New Jersey où il est recensé avec son épouse Julia.
Il meurt dans le New Jersey en septembre 1932. Il repose avec son épouse au cimetière Holy Cross Cemetery de North Arlington.